# 白沙镇 (吉水县)
白沙镇，是中华人民共和国江西省吉安市吉水县下辖的一个乡镇级行政单位。

## 行政区划
白沙镇下辖以下地区：
白沙社区、河口村、青华村、大龙村、飞行村、安坪村、赤岸村、木口村、本滩村、银田村、南坪村、上田村、白沙村、庄口村和长埠村。

## 中国传统村落
2013年8月，桥上村被评为第二批中国传统村落。